# Noemi (cantante)
Verónica Scopelliti (Roma, 25 de enero de 1982) conocida por su nombre artístico Noemi, es una cantante, compositora y directora de videoclips italiana.

## Biografía
Verónica Scopelliti nació en Roma el 25 de enero de 1982 como la hija mayor de Armando, contratista y guitarrista romano, y Stefania. Tiene una hermana menor, Arianna. Debutó en el mundo del espectáculo a 19 meses cuando fue elegida para filmar un anuncio comercial de Pampers. A los 7 años comenzó a tomar lecciones de piano en invitación de su padre; 11 años comenzó a estudiar la guitarra y se unió al coro de la escuela. Graduada de escuela secundaria clásica en los honores, en 2002 se matriculó en la Universidad de Roma III, en la Facultad de Letras y Filosofía en las disciplinas de las Artes, Música y Artes Escénicas (DAMS), graduándose en 2005 con 110 y laude; Vito Zagarrio el ponente (con una tesis sobre el cine titulado «Un cuerpo para Roger Rabbit»), y teniendo el grado de Estudios Críticos e Históricos de Cine y TV. Durante la universidad Noemi ha trabajado como corresponsal de Nessuno TV (ahora llamado «TV RED») . Desde la infancia siempre ha escrito y puesto en música propias canciones. En la década de 2000 se inscribió en la Sociedad Italiana de Autores y Editores (SIAE). Desde 2006 participa en algunos espectáculos de teatro. En 2009, comienza oficialmente su carrera como cantante, y elige el nombre «Noemi», nombre que su madre quería que su al nacimiento. Desde los inicios, su hermana Arianna desempeña el papel de su estilista personal. En 2010 también llevan el actividades de comentarios para periódicos Panorama y la revista Il Basco de Vasco Rossi.

## Carrera

### Los inicios
A partir de 2003, Noemi ha grabado varios demos con el arreglista y compositor independiente Diego Calvetti, participaron a componer nuevas canciones con Francesco Sighieri y Pio Stefanini, los creadores de las canciones de Irene Grandi y Dolcenera. En 2006, juntos con su hermana Arianna, aparece en el video de Pier Cortese Dimmi come passi le notti. Entre 2006 y 2007 participó en el espectáculo de teatro Donna Gabriella e i suoi figli de Gabriele Cirilli, con el cómico también trabajó en 2010 en el espectáculo de teatro Cinque du Cirill de Gabriele Cirilli. En 2007 participó en la selección de Sanremolab, de ser admitido entre los doce finalistas, pero que no figura entre los tres ganadores admitidos en el Festival de Sanremo de 2008. Enrico Ruggeri declaró que, durante las mismas selecciones, que formaba parte del jurado ha votado a su favor. Más tarde pasó a formar parte del grupo musical Bagajajo Brothers.

### X Factor 2 y los primeros éxitos

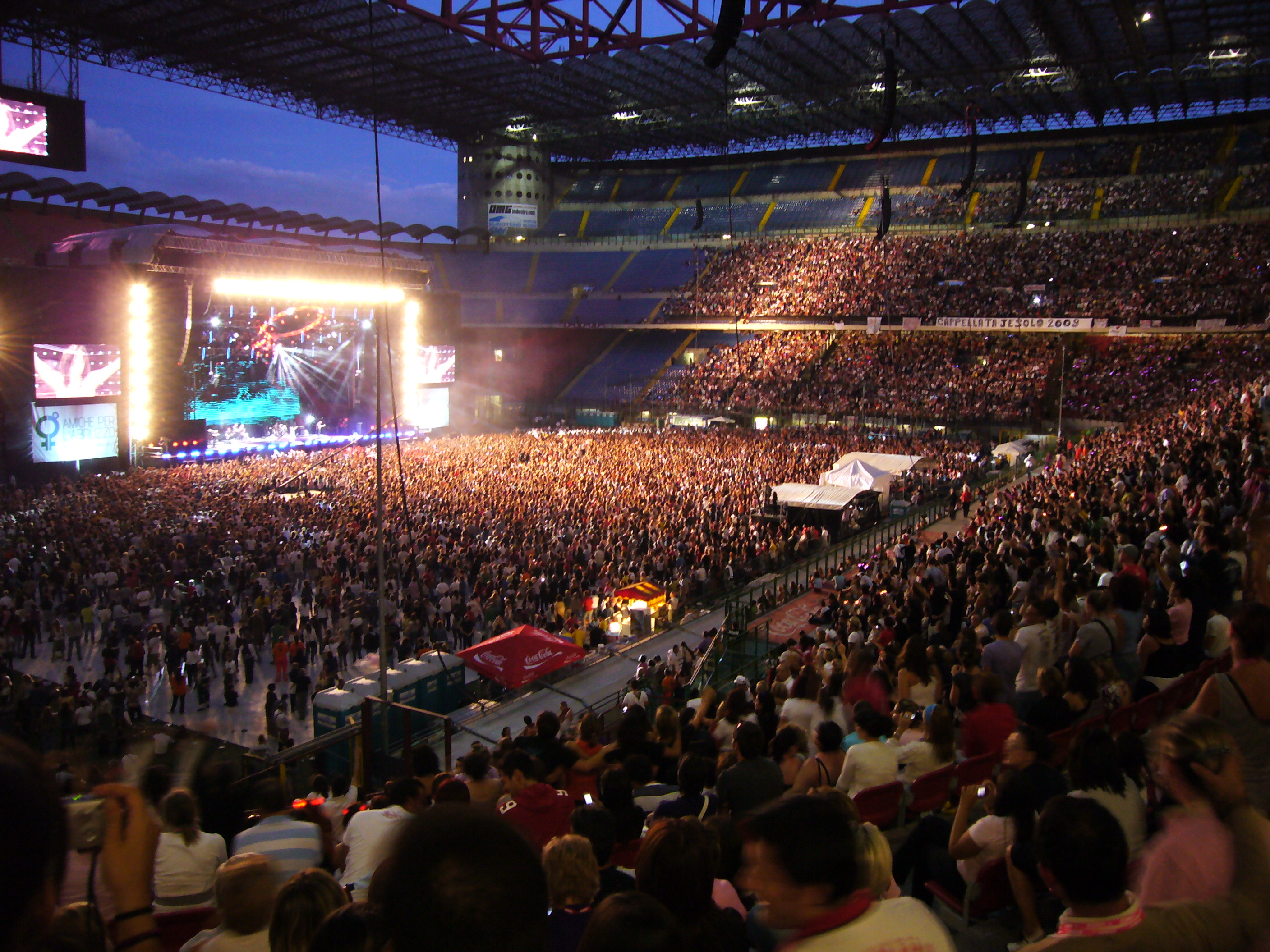
Amiche per l'Abruzzo (Estadio Giuseppe Meazza - 21 de junio de 2009)

En el otoño de 2008, escrito por Arianna, participar en la segunda edición de Factor X en la categoría «Over 25», capitaneó por Morgan. Durante el programa interpretado para cubrir diversos tipos recabar la opinión del jurado y el público, ocupó el quinto lugar; su exclusión debido a varias controversias. El 10 de abril de 2009 se publica el primer sencillo de Noemi: Briciole; la canción fue disco de oro. El 24 de abril se publica el primer EP de la cantante, titulado Noemi, el disco fue certificado oro por más de 50.000 copias vendidas. El 6 de junio, en la Arena de Verona, recibiendo Wind Music Awards como el más prometedor talento joven italiano. El 21 de junio Noemi fue invitado por Laura Pausini a participar en Amiche per l'Abruzzo en el estadio San Siro en Milán (en 22 de junio de 2010 fue lanzado el DVD del evento). El 25 de julio, en el evento «Premio Città dei Cavalieri di Malta 2009» Noemi fue premiada como «Mejor revelación musical del 2009».

### El primer álbumSulla mia pelle

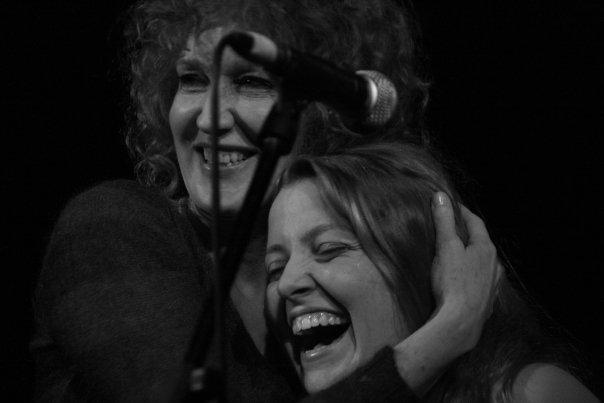
Noemi con Fiorella Mannoia

El 2 de octubre de 2009 fue lanzado el primer álbum de la cantante de inéditos: Sulla mia pelle. El primer sencillo del álbum fue L'amore si odia, un dueto con Fiorella Mannoia. El sencillo debutó en la primera posición en FIMI, una posición que mantiene también la semana siguiente, la canción fue certificada disco de platino. Un mes después de su lanzamiento, el álbum se convirtió en disco de oro por más de 55.000 copias vendidas. Antes del Festival de San Remo y la publicación de Sulla mia pelle (Deluxe Edition), el álbum vendió más de 70.000 copias convirtiéndose en disco de platino.
Durante el mismo período un dúo con Claudio Baglioni y Gianluca Grignani en la canción Quanto ti voglio, incluidos en el álbum Q.P.G.A. de Claudio Baglioni. El 19 de febrero de 2010 se publicó la nueva edición Sulla mia pelle (Deluxe Edition). Casi ocho meses después de la publicación, el álbum aún se encuentra en el top 10 de clasificación FIMI. El álbum excede 140.000 copias, conquistador así el doble disco de platino.

### Festival di Sanremo 2010:Per tutta la vita
El 18 de diciembre de 2009 se anunció la participación de Noemi en el 60.º Festival de la Canción de San Remo, en la categoría «Artistas» con la canción Per tutta la vita. En la cuarta noche del Festival los artistas han realizado sus canciones en duetos con otros artistas, Noemi se ha unido Kataklò, un grupo de bailarines. Noemi está finalista clasificada pero no en los tres primeros. Su exclusión de la final, provocó el descontento de la opinión pública y la reacción de la orquesta que, en un gesto de decepción, ha arrugado en el escenario y lanzó las puntuaciones. De hecho Noemi resultó ser la artista que ha vendido más. El sencillo debutó en primera posición de clasificación FIMI, esta posición es ocupada incluso un mes de diferencia. La canción fue certificada disco de platino.

### Después de Sanremo conVertigini
El 7 de mayo de 2010 se extrae el nuevo sencillo, Vertigini. El 8 de mayo Noemi participa en el TRL Awards 2010 candidaturas recibidas para la categoría de First lady MTV. El 28 de mayo, en la Arena de Verona, recibe tres Wind Music Awards: uno para las ventas del álbum Sulla mia pelle, uno, retirado con Fiorella Mannoia, para las ventas de la canción L'amore si odia, y uno para las ventas de la canción Per tutta la vita.

### Vuoto a perdere
El 28 de enero de 2011 se extrae en nuevo sencillo: Vuoto a perdere.

### The Voice of Italy
En 2013 participa en la versión italiana del concurso de talentos La voz: The voice of Italy, siendo una de los cuatro coaches del programa.

## Influencias musicales
Noemi prefiere la música blues y rhythm and blues, la cantante se inspira en cantantes extranjeros como: Aretha Franklin, Robert Johnson, Billie Holiday, Janis Joplin, Erykah Badu, James Brown y Joe Cocker; y cantantes italianos como: Mia Martini, Fiorella Mannoia, Vasco Rossi, Gabriella Ferri, Gaetano Curreri y Mina.

## Discografía

### Álbumes
| Año  | Título                           | Posiciones en clasificación | Posiciones en clasificación | Certificaciones | Ventas discográficas |
| Año  | Título                           | Italia FIMI                 | Europa Billboard            | Certificaciones | Ventas discográficas |
| ---- | -------------------------------- | --------------------------- | --------------------------- | --------------- | -------------------- |
| 2009 | Sulla mia pelle                  | 3                           | 44                          | 2x Platino      | 140.000+             |
| 2010 | Sulla mia pelle (Deluxe Edition) | 3                           | 42                          | 2x Platino      | 140.000+             |
| 2011 | RossoNoemi                       | 6                           |                             | 2x Platino      | 60.000+              |
| 2014 | Made in London                   | 2                           | 1                           | Oro             | 25.000+              |

### EP
| Año  | Título | Posiciones en clasificación | Posiciones en clasificación | Certificaciones | Copias vendido |
| Año  | Título | Italia FIMI                 | Europa Billboard            | Certificaciones | Copias vendido |
| ---- | ------ | --------------------------- | --------------------------- | --------------- | -------------- |
| 2009 | Noemi  | 8                           | 97                          | Oro             | 50.000+        |

### Sencillos
| Año  | Título                                       | Posiciones en clasificación  | Posiciones en clasificación | Certificaciones | Álbumes /EP de origen            |
| Año  | Título                                       | Italian FIMI Downloads Chart | Euro Top 200                | Certificaciones | Álbumes /EP de origen            |
| ---- | -------------------------------------------- | ---------------------------- | --------------------------- | --------------- | -------------------------------- |
| 2009 | Briciole                                     | 2                            | 51                          | Oro             | Noemi                            |
| 2009 | L'amore si odia (dueto con Fiorella Mannoia) | 1                            | 34                          | 2x Platino      | Sulla mia pelle                  |
| 2009 | L'amore si odia (dueto con Fiorella Mannoia) | 1                            | 34                          | 2x Platino      | Ho imparato a sognare            |
| 2010 | Per tutta la vita                            | 1                            | 42                          | Platino         | Sulla mia pelle (Deluxe Edition) |
| 2010 | Vertigini                                    | -                            | -                           | 4x Platino      | Sulla mia pelle (Deluxe Edition) |
| 2011 | Vuoto a perdere                              | 6                            | 47                          | Platino         | RossoNoemi                       |
| 2011 | Odio tutti i cantanti                        | -                            | -                           | Oro             | RossoNoemi                       |
| 2011 | Poi inventi il modo                          | -                            | -                           | Oro             | RossoNoemi                       |
| 2012 | Sono solo parole                             | 3                            | -                           | Platino         | RossoNoemi - 2012 Edition        |

### Colaboraciones
| Año  | Canción                                | En colaboración con                  | Álbumes/DVD                           |
| ---- | -------------------------------------- | ------------------------------------ | ------------------------------------- |
| 2009 | L'amore si odia                        | Fiorella Mannoia                     | Sulla mia pelle                       |
| 2009 | L'amore si odia                        | Fiorella Mannoia                     | Sulla mia pelle (Deluxe Edition)      |
| 2009 | L'amore si odia                        | Fiorella Mannoia                     | Ho imparato a sognare                 |
| 2009 | L'amore si odia                        | Fiorella Mannoia                     | Ho imparato a sognare - DVD           |
| 2009 | Quanto ti voglio                       | Claudio Baglioni y Gianluca Grignani | Q.P.G.A.                              |
| 2010 | Quanto ti voglio                       | Claudio Baglioni y Gianluca Grignani | Q.P.G.A. Filmopera                    |
| 2010 | Il mio canto libero                    | Todos el “Amiche per l'Abruzzo”      | Amiche per l'Abruzzo - DVD            |
| 2010 | L'amore si odia (acustic live version) | Fiorella Mannoia                     | Il tempo e l'armonia                  |
| 2010 | L'amore si odia (acustic live version) | Fiorella Mannoia                     | Il tempo e l'armonia (Deluxe Edition) |
| 2010 | Come si cambia                         | Neri per Caso                        | Donne                                 |
| 2011 | La promessa                            | Stadio                               | Diamanti e caramelle                  |

### Compilaciones
2009
- X Factor Anteprima Compilation 2009 con Albachiara;
- X Factor Finale Compilation 2009 con La costruzione di un amore;
- Hit Mania Estate 2009 con Briciole;
- MTV Summer Song con Briciole;
- Estahits '09 con Briciole;
- Strike! con L'amore si odia.

2010
- Super Sanremo 2010 con Per tutta la vita;
- Radio Italia Estate con Briciole;
- TRL On the Road con Per tutta la vita;
- Radio Italia Top 2010 con Vertigini.

2011
- Love... per sempre con La costruzione di un amore;
- Maschi contro femmine - Femmine contro maschi con Vuoto a perdere;
- Maschi contro femmine - Femmine contro maschi con L'amore si odia;
- Je t'aime 2011 con Per tutta la vita;
- Radio Italia - Mi piace con Il cielo in una stanza;
- Wind Music Awards 2011 con Vuoto a perdere;
- Radio Italia Top Estate 2011 con Odio tutti i cantanti.

### Videoclip
| Anno | Videoclip             | Regista                       | Durata       |
| ---- | --------------------- | ----------------------------- | ------------ |
| 2009 | Briciole              | Gaetano Morbioli              | 3 min : 43 s |
| 2009 | L'amore si odia       | Gaetano Morbioli              | 3 min : 17 s |
| 2010 | Per tutta la vita     | Gaetano Morbioli              | 3 min : 22 s |
| 2011 | Vuoto a perdere       | Fausto Brizzi                 | 4 min : 02 s |
| 2011 | Odio tutti i cantanti | Noemi con Gaetano Morbioli    | 4 min : 20 s |
| 2011 | Poi inventi il modo   | Noemi con Luca Gregori        | 3 min : 28 s |
| 2012 | Sono solo parole      | Noemi con Sebastiano Bontempi | 3 min : 28 s |
| 2014 | Se tu fossi qui       | Made in London.               | 3 min : 29 s |
| 2014 | Don't Get Me Wrong    | Made in London                | 3 min : 36 s |

Cuando aparece Noemi
- 2006 - Dimmi come passi le notti[15] de Pier Cortese (juntos a hermana Arianna)

### DVD
Cuando aparece Noemi
- 2009 - Ho imparato a sognare (CD + DVD) de Fiorella Mannoia
- 2010 - Q.P.G.A. Filmopera (doble DVD) de Claudio Baglioni
- 2010 - Amiche per l'Abruzzo (doble DVD) de varios autores
- 2010 - Il tempo e l'armonia (CD + DVDV) de Fiorella Mannoia
- 2010 - Il tempo e l'armonia (Deluxe Edition) (2 CD + 1 DVD) de Fiorella Mannoia
- 2011 - Femmine contro maschi (DVD) de Fausto Brizzi

### Banda sonora
- 2011 - Vuoto a perdere en la película Femmine contro maschi de Fausto Brizzi

## Premios

### 2009
- Disco de oro para el EP Noemi
- Wind Music Awards como jóvenes talento italiano más prometedor
- Disco de oro para la canción Briciole

### 2010
- Disco de platino para la canción Per tutta la vita
- Wind Music Awards para le ventas de álbum Sulla mia pelle
- Wind Music Awards para le ventas de canción L'amore si odia
- Wind Music Awards para le ventas de canción Per tutta la vita

### 2011
- Doble disco de platino para el álbum Sulla mia pelle
- Doble disco de platino para el álbum RossoNoemi
- Wind Music Awards para le ventas de álbum Sulla mia pelle
- Wind Music Awards para le ventas de álbum RossoNoemi
- Nastro d'argento para la canción Vuoto a perdere
- Disco de platino para la canción Vuoto a perdere
- Premio Lunezia para la canción Vuoto a perdere
- Doble disco de platino para la canción L'amore si odia

### 2012
- Disco de platino para la canción Sono solo parole

## Festival de la Canción de San Remo
- 60.º Festival de la Canción de San Remo con Per tutta la vita: 4.°
- 62.º Festival de la Canción de San Remo con Sono solo parole: 3.°

## Gira
| Año         | Nombre Gira                          | Fechas | Nación           | Álbumes/EP para promover         |
| ----------- | ------------------------------------ | ------ | ---------------- | -------------------------------- |
| 2009        | Noemi tour                           | 23     | Italia           | Noemi                            |
| 2009 - 2010 | Sulla mia pelle gira (primero parte) | 22     | Italia           | Sulla mia pelle                  |
| 2010        | Sulla mia pelle gira (segunda parte) | 53     | Italia Eslovenia | Sulla mia pelle (Deluxe edition) |
| 2011        | RossoNoemi tour                      |        | Italia           | RossoNoemi                       |

## Récord Guinness
En el año 2017 fue puesta en El libro Guinness de los récords, por hacer el mayor número de conciertos en un solo día (nueve para ser más exactos). Fue supervisada por un juez enviado para el libro Guinness.
La mini-gira duró diez horas.

## Otras actividades
Teatro
- 2006/2007 - Donna Gabriella e i suoi figli de Gabriele Cirilli
- 2010 - Cinque du Cirill de Gabriele Cirilli

Escritora
- 2010/presente - Panorama
- 2010/presente - Il Blasco de Vasco Rossi

Comercial de televisión
- 1983 - Pampers
- 2010/2011 - A.I.S.M. (asociación italiana esclerosis múltiple)

Doblaje
- 2010 - cortometraje de Stefano Argentero

Diseñadora
- 2010/presente - su merchandising.

Periodista
- 2002/2005 - Nessuno TV (presente llamada RED TV).

Jingle
- 2010 - Radio DeeJay.

## Otros proyectos
- Wikimedia Commons alberga una galería multimedia sobre Noemi.
- Portal:Música. Contenido relacionado con Música.

- Datos: Q35109
- Multimedia: Noemi (vocalist) / Q35109